# Іван Русин
Іван Русин — болгарський вельможа і воєначальник XIV століття давньоукраїнського походження, що прибув до Угорщини та Болгарії з земель Королівства Руси. Був впливовим діячем при дворах імператорів Болгарії Михайла Шишмана та Івана Олександра. До прибуття у Друге Болгарське царство Іван Русин був одним з управителів Волоського регіону Северин, що перебувало у складі Угорського королівства.
Був одним з найвпливовіших воєначальників після вступу на престол Михайла Шишмана. 1323 року керував болгарською обороною Пловдива під час тривалої візантійської облоги міста. 1328 року брав участь у спробі болгар захопити візантійську столицю Константинополь. Був також довіреною особою болгарського імператора Івана Олександра.

## Життєпис
Іван Русин походив з українських земель Королівства Руси. В угорських джерелах 1288 року згадують Івана Русина як союзника Теодора Войтичу (Teodor Voitic), бана Северина у Волощині, що був одним з бояр, які виступали проти правління короля Угорщини Карла I. В той час, землі на південь від Северина належали правителю Видина Михайлу Шишману, союзнику Т. Войтича. Отже, коли угорський король встановив свою владу над Северином і придушив повстання Т. Войтича, Іван Русин, можливо, втік до Видина та приєднався до Михайла Шишмана. Вважається, що до Видина, Іван Русин перейшов з особистою дружиною-військом, що складалась з вихідців з Королівства Руси.
Болгарський історик П. Павлов вважає, що Іван прибув до Болгарії після втечі від монголо-татарського завоювання Руси, подібно до іншого вихідця з українських земель на болгарській службі князя Якова Святослава. Так чи інакше відомо, що у 1323 р. правою рукою Івана був угорець Інас.
1323 року, після вступ Михайла Шишмана на болгарський престол, Іван Русин став протостратором та одним з головних полководців Болгарії. Того ж року Івана відправили до міста Пловдив (Філіппополь) для захисту від нападу візантійців. у цьому йому допомагали його заступник Інас та аланські вожді Ітіль і Темір.
Під командуванням Івана Русина вдалося витримати чотиримісячну облогу Пловдива, розпочату Андроніком III Палеологом, претендентом на візантійський престол, і його болгарським союзником князем Войсилом.
1328 року Іван Русин отримав від Михайла Шишмана завдання захоплення Константинополя. Намір було розкрито шпигунами Андроніка III, і він змушений був відступив на болгарську територію, отримавши цей наказ від Михайла Шишмана.
1330 року Михайло Шишман загинув у битві, і його спадкоємцем став старший син Іван Степан (1330—1331). Іван Русин був серед тих болгарських вельмож, які замість слабкого Івана Стефана посадили на престол його двоюрідного брата Івана Олександра (1331—1371). Іван Русь брав участь у перемозі Болгарії над Візантією під Русокастро 1332 року, де він востаннє записаний як представник Івана Олександра на мирних переговорах, що відбулися після цього.
Івана Русина поважав та високо оцінював Іван VI Кантакузин, вчений, а пізніше візантійський імператор, який особисто зустрічався з Іваном Русином. У своїй «Історії» Кантакузин називає Івана людиною "вмілою в стратегі ". У своїх творах Кантакузин також називав Івана «одним із видатних людей Болгарії».